# Veľký Horeš
Veľký Horeš es un municipio del distrito de Trebišov en la región de Košice, Eslovaquia, con una población estimada a final del año 2024 de 1014 habitantes.
Se encuentra ubicado al este de la región, en la cuenca hidrográfica del río Ondava (afluente del río Bodrog que, a su vez, lo es del Tisza), y cerca de la frontera con la región de Prešov y Hungría.

## Demografía
| Año        | 1994 | 2004    | 2014    | 2024    |
| ---------- | ---- | ------- | ------- | ------- |
| Población  | 927  | 960     | 1053    | 1014    |
| Diferencia |      | +3,55 % | +9,68 % | −3,70 % |

| Año        | 2023 | 2024    |
| ---------- | ---- | ------- |
| Población  | 1004 | 1014    |
| Diferencia |      | +0,99 % |